# Bryophila ravula
Bryophila ravula là một loài bướm đêm trong họ Noctuidae.